# Edmund Mezger
Edmund Mezger (Basel, 15 de outubro de 1883 – Göppingen, 24 de março de 1962) foi um advogado criminalista e teórico penal alemão. Desde a República de Weimar, passando pelas duas guerras mundiais, Mezger fez importantes contribuições para a dogmática do direito penal, especialmente para a compreensão do "fato" (tipo penal - Tatbestandslehre), os elementos subjetivos da antijuridicidade e o conceito de culpa.

## Biografia
Em 1925 Mezger foi professor em Marburg, e desde 1932 lecionou em Munique. Durante o período nazista foi membro da NS - Akademie für Deutsches Recht (Academia Nacional Socialista para o Direito Alemão). e, ao lado de Franz Exner, um dos mais proeminentes representantes da criminologia alemã. Em 1935 escreveu com a colaboração de Hans Frank o Nationalsozialistischem Handbuch (tratado para orientação jurídica do estado nazista) e Der strafrechtliche Schutz von Staat, Partei und Volk (A proteção penal do Estado, do Partido e do Povo).
Em 1935 definiu como atividades ilícitas "todas as ações contra a ideologia nacional-socialista alemã". Durante a II Guerra Mundial fez parte da Comissão de Direito Penal dos ministros da Justiça do Reich Franz Gürtner e Roland Freisler.
No artigo "Kriminalpolitik und ihre kriminologischen Grundlagen" (Crime político e seus princípios criminológicos) de 1944 escreveu sobre suposta alta propensão criminosa dos judeus, e defendeu as medidas de "higiene racial" e a eliminação das peças racias defeituosas da população.
Após 1945, permaneceu como professor em Munique, até sua aposentadoria em 1952. Pertenceu ao conselho editorial da publicação Grenzgebiete der Medizin e presidiu o Großen Strafrechtskommission do Ministério da Justiça.
Seus livros, sobre as partes geral e especial do Código Penal Alemão foram, entre 1950 e 1960, obras básicas do ensino jurídico.

## Mezger e o fato típico
Mezger participou do processo da evolução doutrinária do tipo penal. Após os trabalhos de Belling, Max Ernest Mayer e diversos outros autores, a tipicidade e a ilicitude eram vistas como elementos independentes do tipo penal. Para Belling, existia uma absoluta independência entre a tipicidade e a ilicitude, e eles não exerciam influência entre si. Alguns anos depois, Mayer promoveu avanços nesse campo, criando a Teoria da Ratio Cognoscendi, ou da indiciariedade, onde a Tipicidade gera a presunção (relativa) de que a conduta também é ilicita, e a defesa ganha o ônus de provar a existência de uma Excludente de ilicitude ( essa é a teoria utilizada no Brasil).
Mezger divergiu dessa linha de pensamento, considerando, por meio da Teoria do Ratio Essendi, que a ilicitude é essência da tipicidade, gerando uma mescla de conceitos.
"O tipo penal é transformado em tipo de Injusto, ou seja, o tipo passa a ser conceituado como ilicitude tipificada. Destarte, tipo e ilicitude fundiram-se de modo indissociável, embora seus conceitos não se confundam" (MASSON, Cleber).
Essa teoria foi bastante criticada, pois impossibilitou uma correta separação entre Tipicidade e ilicitude.

## Mezger e a teoria neokantiana sobre a ação
Mezger teve influência da concepção neokantiana que substituiu os valores experimentalistas, próprio das ciências naturais, pelos valores metafísicos. Com efeito, propunha a superação do positivismo e adoção da introdução da racionalização no método. Tal movimento abandona a concepção exclusivamente naturalista para estar inspirada de um certo sentido normativo que permita a compreensão tanto da ação em sentido estrito (positiva) como a omissão.
É no campo da tipicidade e da culpabilidade que as maiores alterações são sentidas. Passou-se a admitir valoração do que era a conduta típica, diferente do que previa a teoria naturalista que era baseada em relações de causa e efeito. Já no campo da culpabilidade, surgiu a teoria psicológica-normativa, que colocou o dolo e a culpa como elementos autônomos da culpabilidade. Assim, o dolo e a culpa eram compreendidos como um juízo de reprovação ou censurabilidade e não apenas como um vínculo entre o agente e o resultado. Embora ainda não traga o dolo e a culpa para a tipicidade, promove uma mudança substancial na tipicidade ao permitir uma análise normativa e, com efeito, explicar o crime causado por omissão.

## Obras
Principais obras de Mezger:
- Sein und Sollen im Recht, Tubinga, 1920
- Vom Sinn der strafrechtlichen Tatbestände, in: Festschrift Träger, Berlim, 1926, págs. 187-230
- Strafrecht, ein Lehrbuch, 1. Aufl., München-Leipzig 1931 (2. Aufl. 1933, 3. Aufl. 1949)
- Kriminalpolitik auf kriminologischer Grundlage, 1. Aufl., Stuttgart 1934 (2. Aufl. 1942, 3. Aufl., Kriminalpolitik und ihre kriminologischen Grundlagen 1944)
- Die materielle Rechtswidrigkeit im kommenden Strafrecht, in: Zeitschrift für die gesamte Strafrechtswissenschaft 55 (1936), págs. 1-17
- Kriminalpsychologische Probleme im Strafrecht (Vortrag vom 05.06.1943), Munique, 1943